# Torneo di Wimbledon 2012 - Doppio maschile in carrozzina
Maikel Scheffers e Ronald Vink erano i detentori del titolo, ma solo Vink ha partecipa al torneo in coppia con Robin Ammerlaan.
Tom Egberink e Michael Jeremiasz hanno battuto in finale Robin Ammerlaan e Ronald Vink con il punteggio di 6–4, 6–2.

## Teste di serie
1. Robin Ammerlaan /  Ronald Vink (finale)
2. Stefhane Houdet /  Nicolas Peifer (semifinali)

## Tabellone

### Legenda
| - Q = Qualificato - WC = Wild card - LL = Lucky loser | - ALT = Alternate - SE = Special Exempt - PR = Protected Ranking | - w/o = Walkover - r = Ritirato - d = Squalificato |

### Finali
|  | Semifinali | Semifinali                     | Semifinali                  | Semifinali | Semifinali |  |  | Finale                         | Finale                         | Finale                         | Finale | Finale |  |
|  |            |                                |                             |            |            |  |  |                                |                                |                                |        |        |  |
|  | 1          | Robin Ammerlaan Ronald Vink    | Robin Ammerlaan Ronald Vink | 6          | 6          |  |  |                                |                                |                                |        |        |  |
|  |            | Marc McCarroll Gordon Reid     | Marc McCarroll Gordon Reid  | 2          | 2          |  |  | Robin Ammerlaan Ronald Vink    | Robin Ammerlaan Ronald Vink    | Robin Ammerlaan Ronald Vink    | 4      | 2      |  |
|  |            | Tom Egberink Michael Jeremiasz | 2                           | 7          | 7          |  |  | Tom Egberink Michael Jeremiasz | Tom Egberink Michael Jeremiasz | Tom Egberink Michael Jeremiasz | 6      | 6      |  |
|  | 2          | Stéphane Houdet Nicolas Peifer | 6                           | 65         | 5          |  |  |                                |                                |                                |        |        |  |
|  |            |                                |                             |            |            |  |  |                                |                                |                                |        |        |  |
|  |            |                                |                             |            |            |  |  | Finale 3º posto                |                                |                                |        |        |  |
|  |            |                                |                             |            |            |  |  |                                |                                |                                |        |        |  |
|  |            |                                |                             |            |            |  |  | Marc McCarroll Gordon Reid     | Marc McCarroll Gordon Reid     | Marc McCarroll Gordon Reid     | 1      | 6(1)   |  |
|  |            |                                |                             |            |            |  |  | Stéphane Houdet Nicolas Peifer | Stéphane Houdet Nicolas Peifer | Stéphane Houdet Nicolas Peifer | 6      | 7      |  |